# Sonja Margolina
 (juillet 2025).
Sonja Margolina, née en 1951 à Moscou, est une journaliste et écrivaine travaillant en Allemagne depuis 1986, membre du Réseau pour l'information sur l'Europe de l'Est. Entre 1991 et 2004, elle publie plusieurs ouvrages en langue allemande sur la Russie.

## Parcours
Sonja Margolina étudie la biologie et l'écologie à l'université Lomonossow de Moscou, où elle obtient un diplôme de doctorat en 1981.
Depuis 1986, elle vit comme journaliste indépendante à Berlin. En octobre 1991, elle remporte à Klagenfurt le prix de journalisme international du Land de Carinthie.[réf. nécessaire]
Elle-même d'origine juive, elle étudie l'implication des Juifs russes dans la terreur bolchevique dans son livre Das Ende der Lügen (La fin des mensonges).
Sonja Margolina écrit des articles socio-politiques dans la revue Internationale Politik (Politique internationale) de la Deutsche Gesellschaft für Auswärtige Politik (Société allemande pour la politique internationale).[Quand ?]
Elle est membre du conseil consultatif du Réseau pour l'information sur l'Europe de l'Est.

## Publications
- Rußland verstehen, Berlin, 1991  (ISBN 3-87134-103-7).
- Das Ende der Lügen. Russland und die Juden im 20. Jahrhundert, Berlin, 1992  (ISBN 3-88680-449-6).
- Die Fesseln der Vergangenheit : russisches Denken nach der Perestroika, hrsg. von Sonja Margolina, Francfort-sur-le-Main, 1993  (ISBN 3-596-11610-4).
- Russland. Die nichtzivile Gesellschaft, Reinbek bei Hamburg, 1994  (ISBN 3-499-13424-1).
- Die gemütliche Apokalypse : Unbotmässiges zu Klimahysterie und Einwanderungsdebatte in Deutschland, Berlin, 1995  (ISBN 3-88680-546-8).
- Wodka : Trinken und Macht in Russland, Zurich, Berlin, 2004  (ISBN 3-937989-03-X).